# Forcipomyia anthropophila
Forcipomyia anthropophila är en tvåvingeart som först beskrevs av Harrant, Huttel och Huttel 1951.  Forcipomyia anthropophila ingår i släktet Forcipomyia och familjen svidknott.
Artens utbredningsområde är Elfenbenskusten. Inga underarter finns listade i Catalogue of Life.